# اسجف فن ران
اسجف فن ران (هلندی: Sjef van Run; ۱۲ ژانویهٔ ۱۹۰۴ – ۱۷ دسامبر ۱۹۷۳) بازیکن فوتبال اهل هلند بود.

## باشگاهی
از باشگاه‌هایی که در آن بازی کرده‌است می‌توان به باشگاه فوتبال پی‌اس‌وی آیندهوون اشاره کرد.

## تیم ملی
وی همچنین در تیم ملی فوتبال هلند بازی کرده‌است.